# Magnet-Schultz
Die Magnet-Schultz GmbH & Co. KG (oft wird auch die Abkürzung MSM verwendet, die für Magnet-Schultz Memmingen steht) ist eine Spezialfabrik für elektromagnetische Aktoren und Sensoren und Ventile für die Investitionsgüter- und Automobilindustrie. Die international agierende Firmengruppe beschäftigt rund 2450 Mitarbeiter in ihren Betrieben im bayerischen Schwaben, im Nordschwarzwald, in der Schweiz und den USA, China und Rumänien.
Zur Magnet-Schultz-Firmengruppe gehören die Unternehmen Prefag (Walzbachtal, Deutschland), Magnet-Schultz of America Inc. (Westmont (Illinois), USA), SM - W. E. Schultz (Oberrindal, Schweiz), Magnet-Schultz Italia (Agrate Brianza, Italien), Magnet-Schultz Ltd. (Surrey, Großbritannien), Magnet-Schultz (Suzhou) Co.,Ltd. und Magnet-Schultz Romania SRL.

## Sortiment
Das Sortiment der Gruppe umfasst Elektromagnete (Betätigungsmagnete, Drehmagnete und Proportionalmagnete). Auch Schwingmagnete, Haltemagnete, Hubmagnete, Umkehrhubmagnete oder Ventilmagnete (Solenoid Valve) gehören dazu. Wegaufnehmer, Druckregler und Magnetschalter runden die Produktpalette ab.